# يوريتسا جوليماك
يوريتسا جوليماك (بالكرواتية: Jurica Golemac) مواليد 29 مايو 1977 في زغرب، جمهورية كرواتيا الاشتراكية، هو لاعب كرة سلة كرواتي سابق. بدأ مسيرته الاحترافية في سنة 1996. يبلغ طوله 6.10 قدم 10.25 بوصة (2.1 م). اعتزل اللعب في 2013.

## المسيرة الاحترافية
لعب مع نادي أوليمبيا لكرة السلة في موسم 1997–1998، ثم لعب مع نادي سلوفان لكرة السلة في موسم 1998–1999، ثم لعب مع نادي أوليمبيا لكرة السلة من سنة 1999 إلى 2002، ثم لعب مع نادي أنادولو إفيس لكرة السلة في موسم 2002–2003، ثم لعب مع نادي سيبونا لكرة السلة في موسم 2003–2004، ثم لعب مع باريس لوفالوا في الدوري الفرنسي في موسم 2007–2008.

## روابط خارجية
- يوريتسا جوليماك على موقع الاتحاد الدولي لكرة السلة (الإنجليزية)
- يوريتسا جوليماك على موقع الدوري الأوروبي لكرة السلة (الإنجليزية)
- يوريتسا جوليماك على موقع كرة السلة الأوروبية.كوم (الإنجليزية)
- يوريتسا جوليماك على موقع ريلجم (الإنجليزية)
- يوريتسا جوليماك على موقع بروبوليرز (الإنجليزية)
- يوريتسا جوليماك على موقع سبورتس رفرنس (الإنجليزية)